# 科摩翼龍屬
科摩翼龍屬（學名：Comodactylus）屬於翼龍目喙嘴翼龍亞目，化石發現於美國懷俄明州的莫里森，年代為上侏罗纪的基米里支阶到蒂托阶。其名称源于该化石为单翼掌骨化石。
1879年，收藏家威廉·哈洛里德（William Harlow Reed）邮寄了一些他在科摩崖9号采石场（哺乳动物采石场）挖掘的化石材料给他在纽黑文市（美国康涅狄格州港市）的雇主俄陀聂·查尔斯·马尔斯教授，其中包含一些翼龍類化石。這些化石被保存起來，並逐渐被遺忘。
但是，1981年彼得·加尔东（Peter Galton）將這些翼龍類化石命名，并将之归类为科摩翼龙。模式種是科摩翼龍（C. ostromi）。该命名来源于科摩崖和希腊手指，参考了典型的翼手龙。专属名称则是以约翰·奥斯特伦姆（John Ostrom）命名（约翰·奥斯特伦姆（John Ostrom）指鸟类是由兽脚亚目恐龙演化而去）。
其正模標本的編號是YPM 9150，包含一個完整的第四掌骨，長度為5.75毫米。這個掌骨粗壯，尤其是掌骨近端（接觸腕骨的部位）相當寬。这种是典型的基本翼龙的掌骨比例，所以科摩翼龍不屬於翼手龍亞目。但是由于信息的匮乏，它属于究竟哪种翼龙科目却难以确定，只知道这种掌骨是动物身上的一部分。在1989年，凱文·帕迪恩（Kevin Padian）提出科摩翼龍是個疑名。在1993年，大卫·安文（David Unwin）提出科摩翼龍与島翼龍有相似處。
科摩翼龍的翼展估計約2.5米（8.2英尺），对于不属于翼手龙亚目的一种翼龙来说这是非常巨大的。科摩翼龍也是在美国发现的第一种不属于翼手龙亚目的翼龙。

## 外部連結
- Comodactylus in The Pterosaur Database